# Bohner Roland
Bohner Roland (Mohács, 1989. július 6. –) magyar labdarúgó, és labdarúgó edző.

## Játékos Karrier
A Mohácsi TE és a Paksi SE utánpótlásában nevelkedett. Felnőtt bajnokságban a Mohácsi TE színeiben mutatkozott be,ahol az első évben 16 gólt szerzett. Először első osztályú mérkőzésen 2009. május 30-án lépett pályára csereként a DVSC ellen 2-0-re elvesztett bajnokin, 23 percet töltött a pályán. Abban az évben az NB III-ban 29 szereplése alatt 17 gólt szerzett. 2010/2011 szezonban NB III-ban 29 szereplése alatt 17 gólt szerzett és ezzel második lett a góllövő listán és megnyerték az NB III-at.

## Játékosként elért sikerei, díjai
- Liga Kupa - Döntős (2010) Paksi Fc
- Liga Kupa - Győztes  (2011) Paksi Fc
- NB 1 - Bajnoki ezüstérmes (2011) Paksi Fc
- NB 2 - Bajnoki bronzérem (2015) Gyirmót Fc
- Győr-Moson-Sopron Megye 1 - Bajnoki aranyérem (2015) Gyirmót Fc II.
- NB 3 - Bajnoki ezüstérmes (2016) MTE 1904 Fc
- NB 3 - Bajnoki aranyérmes (2022) MTE 1904 Fc
- Győr-Moson-Sopron Megye II - Bajnoki aranyérmes (2023) Mezőörs KSE
- Győr-Moson-Sopron (Keglovich László) Megyei Kupa - Győztes (2023) Mezőörs KSE

## Edzői karrier
- Credobus Mosonmagyaróvár MTE1904 (2020-2021) - UP edző
- Credobus Mosonmagyaróvár MTE 1904 (2021-2022) - UP egyéni képző
- Mezőörs KSE (2023-2024) - Győr-Moson-Sopron Megye 1 -  Felnőtt csapat vezetőedző